# Wiślinka (gromada)
Wiślinka – dawna gromada, czyli najmniejsza jednostka podziału terytorialnego Polskiej Rzeczypospolitej Ludowej w latach 1954–1972.
Gromady, z gromadzkimi radami narodowymi (GRN) jako organami władzy najniższego stopnia na wsi, funkcjonowały od reformy reorganizującej administrację wiejską przeprowadzonej jesienią 1954 do momentu ich zniesienia z dniem 1 stycznia 1973, tym samym wypierając organizację gminną w latach 1954–1972.
Gromadę Wiślinka z siedzibą GRN w Wiślince utworzono – jako jedną z 8759 gromad na obszarze Polski – w powiecie gdańskim w woj. gdańskim na mocy uchwały nr 16/III/54 WRN w Gdańsku z dnia 5 października 1954. W skład jednostki weszły obszary dotychczasowych gromad Bogatka, Trzcinisko i Wiślinka ze zniesionej gminy Wiślinka w tymże powiecie. Dla gromady ustalono 9 członków gromadzkiej rady narodowej.
1 stycznia 1960 do gromady Wiślinka włączono wieś Koszwały z gromady Cedry Wielkie w tymże powiecie.
1 stycznia 1972 gromadę zniesiono, a jej obszar włączono do nowo utworzonej gromady Przejazdowo w tymże powiecie.